# Joseph Essombe
Joseph Emilienne Essombe Taiko (ur. 22 marca 1988) – kameruńska zapaśniczka walcząca w stylu wolnym. Olimpijka z Rio de Janeiro 2016, gdzie zajęła szesnaste miejsce w kategoria 53 kg i piąte w Tokio 2020 w kategorii 53 kg.
Ósma na mistrzostwach świata w 2018. Dwunasta w indywidualnym Pucharze Świata w 2020. Triumfatorka igrzyskach afrykańskich w 2019 i piąta w 2015. Zdobyła dziesięć medali na mistrzostwach Afryki w latach 2012 - 2022. Brązowa medalistka igrzysk Solidarności Islamskiej w 2017. Mistrzyni igrzysk frankofońskich w 2017. Czwarta na igrzyskach Wspólnoty Narodów w 2018 roku.
Zawodniczka University of Douala.